# William Tecumseh Sherman
William Tecumseh Sherman (Lancaster (Ohio), 8 februari 1820 – New York, 14 februari 1891) was een Amerikaans soldaat, zakenman, schrijver en generaal gedurende de Amerikaanse Burgeroorlog. Hij is het bekendst om zijn inname van de stad Atlanta in die oorlog en om zijn Mars naar de Zee (van Atlanta naar Savannah).

## Vroege loopbaan
Sherman is geboren in Lancaster in Ohio. Hij was de oudere broer van senator John Sherman, die in de VS de Sherman Antitrust Wet introduceerde. Zijn vader, rechter Charles Sherman, stierf toen William negen was. Hij werd informeel "geadopteerd" door een buur uit Lancaster, de advocaat Thomas Ewing die onder meer senator was en minister van binnenlandse zaken. Ewing loodste Sherman de academie te West Point binnen, waar Sherman afstudeerde als zesde van zijn klas in 1840. Hij ging bij het leger als tweede luitenant en diende in de Mexicaans-Amerikaanse oorlog, waarin hij in Californië gelegerd was.
Hij zei daarna het leger vaarwel en werd directeur van een bank in San Francisco. Deze bank ging in 1857 failliet na een bankrun. Via twee vrienden uit het leger - P.G.T. Beauregard en Braxton Bragg - kwam hij aan zijn volgende baan, als eerste rector van het Militair Seminarium van Louisiana. Hij bleef hier tot het begin van de Amerikaanse Burgeroorlog, toen hij weer noordwaarts vertrok. Zijn baan als rector is ietwat ironisch, omdat het Seminarium later de prestigieuze Louisiana State University werd, waarmee de eerste rector van deze beroemde, Zuidelijke universiteit dus een Noordelijke generaal was.

## Burgeroorlog
Toen hij hoorde van de afscheiding van South Carolina, merkte hij op tegen een vriend uit het Zuiden alvorens noordwaarts te vertrekken:
Jullie van het Zuiden weten niet waar jullie aan beginnen. Dit land zal worden ondergedompeld in bloed en God alleen weet waar het zal eindigen. Het is een stommiteit, waanzin, een misdaad tegen de beschaving! Jullie doen allemaal zo luchthartig over oorlog; jullie weten niet waar jullie het over hebben. Oorlog is een vreselijk iets!
Jullie vergissen je ook in de mensen van het Noorden. Ze zijn vreedzame mensen, maar ook vastberaden en vechten zullen ze ook. Ze zullen niet toestaan dat het land uit elkaar valt zonder een enorme inspanning om het te redden...
Bovendien, waar zijn jullie manschappen en materieel om met hen te wedijveren? Het Noorden kan een stoommachine bouwen, een locomotief of een treinwagon; jullie nauwelijks een meter stof of een paar schoenen. Jullie vliegen halsoverkop de strijd in tegen een van de meest machtige, ingenieus gemechaniseerde en vastberaden volkeren ter wereld -- direct naast jullie deur.
Jullie zijn tot mislukken gedoemd. Jullie zijn alleen in hart en nieren voorbereid op de oorlog. Voor de rest zijn jullie nergens op voorbereid en jullie reden om ten strijde te trekken is slecht. In de eerste instantie zullen jullie nog wel ergens komen, maar naarmate jullie middelen uitgeput raken en jullie verstoken zullen zijn van de Europese handelshavens-- zoals zeker zal gebeuren- zal jullie zaak beginnen te falen. Als je mensen nou eens even zouden nadenken, zouden ze inzien dat ze uiteindelijk niet anders kunnen dan falen.
Sherman beschreef hiermee— op welhaast helderziende wijze— het verloop van de komende oorlog.
Beauregard en Bragg werden generaals voor het Zuiden. Sherman nam een aanstelling als kolonel in het Amerikaanse leger aan en was een van de weinige, Noordelijke officieren die in de Eerste Slag bij Bull Run iets presteerde.
Hij werd bevorderd tot brigade-generaal en kreeg het commando over een militair departement in Louisville in Kentucky. Gedurende zijn verblijf aldaar had Sherman een crisis die soms omschreven wordt als een zenuwinzinking, soms als gekte. Gegeven de aanleiding en symptomen—zwartgalligheid over hoelang de oorlog zou voortduren (overigens geheel terecht, achteraf)- zouden we het tegenwoordig waarschijnlijk een "zware depressie" noemen. In ieder geval werkte hij veel te hard in deze periode en rookte en dronk hij te veel. Hoe dan ook, hij moest met verlof terug naar huis in Ohio om te herstellen. Desondanks was hij zes maanden later terug in het veld en diende hij als briljant en moedig generaal-majoor onder Ulysses S. Grant bij de slag bij Shiloh in april 1862. Gedurende die slag van twee dagen in Tennessee werd hij tweemaal licht verwond en werden er vier paarden onder hem vandaan geschoten.
Gedurende hun twee jaar dienst samen kwam Sherman zeer nader tot Grant. Niet lang na Shiloh was het Sherman die Grant— die slecht behandeld werd door diens commandant H. W. Halleck— overhaalde om het leger geen vaarwel te zeggen. Hun beider carrière ontwikkelde zich voorspoedig. In juli 1863 deelden zij de overwinning bij de verovering van Vicksburg en later nogmaals bij de verovering van Chattanooga en Lookout Mountain. Later zei Sherman hier simpelweg over "Grant stond me bij toen ik kierewiet was en ik hem toen hij zich klemgezopen had".
Toen Grant door Lincoln in 1864 bevorderd werd tot luitenant-generaal en commandant van alle legers, stelde Grant Sherman aan als zijn opvolger als commandant van de Westelijke legers. Zijn missie was om Atlanta in te nemen en het zuidwesten te overrompelen en dat deed hij. Ondanks pogingen van Zuidelijk generaal Joseph E. Johnston om hem te overwinnen en weg te lokken, belegerde Sherman de stad Atlanta en maakte haar met de grond gelijk. Toen Johnston naar het Noorden optrok om Sherman mee te lokken, reageerde Sherman met de opmerking "Mooi zo. Als hij noordwaarts gaat, kan hij desnoods proviand van me meekrijgen- ik moet in het zuiden zijn".
Na de overwinning op Atlanta (die mede Lincolns herverkiezing zekerstelde), trok Sherman zuidwaarts. Hij voerde op dat moment een leger aan dat uitblonk in efficiëntie en training. Ze verpletterden alles wat ze tegenkwamen en lieten niets bruikbaars voor de vijand achter. Ze leefden van het land, wat aan Sherman de uitspraak ontlokte dat "mijn manschappen magnifiek getraind zijn- ze kunnen een varken vangen, slachten, uitbenen, versnijden en roosteren zonder uit het gelid te komen." Ook leek Sherman op alles voorbereid— toen een verkennersploeg een tunnel door trok die achter hen door Zuidelijke soldaten opgeblazen werd (zo gaat het verhaal), draaide een van de verkenners zich om, haalde zijn schouders op en zei "Nou en? Ome Bill (Sherman) heeft vast wel ergens een tweede".

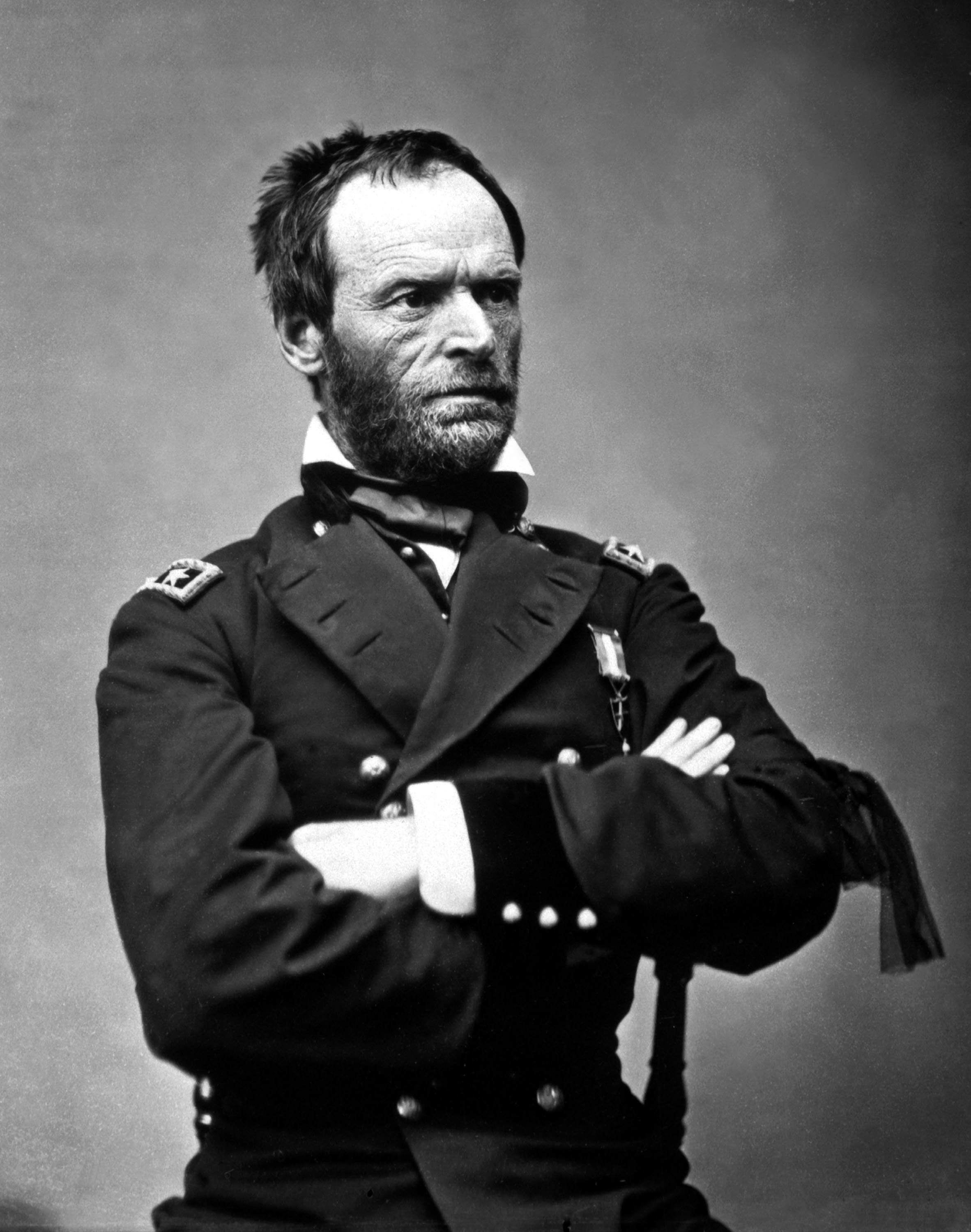
William Sherman

Na enige weken uit het zicht van iedereen verdwenen te zijn, dook Sherman op bij Savannah. Bij Savannah kwam Sherman ongeveer 10.000 verdedigende troepen onder generaal-majoor William J. Hardee tegen. Na langdurige artilleriebombardementen verliet Hardee de stad en Sherman trok binnen op 22 december 1864. Hij telegrafeerde naar president Lincoln: "Mag ik u als kerstcadeau aanbieden: de stad Savannah, met 150 kanonnen en een ruime hoeveelheid munitie, plus ongeveer 25.000 balen katoen." Ondertussen was de staat Georgia door Sherman geheel verwoest. Dit leverde hem de reputatie op als een van de grootste helden van het Noorden.
Na de inname van Atlanta begon hij aan zijn Mars naar de Zee, gevolgd door zijn Carolina's-veldtocht.

## Na de oorlog
Toen Grant president werd, benoemde hij Sherman tot Generaal van het Leger. Sherman behield deze positie tot zijn pensioen. In 1869 was Sherman ook nog eventjes minister van Defensie (Oorlog heette het departement toen nog).
Sherman voerde brute campagnes uit tegen de indianen. Net als met de Zuidelijken probeerde hij hen te breken door hun levensmiddelen en infrastructuur aan te vallen in plaats van hun soldaten. Hij geloofde heilig dat de Indianen de vooruitgang in de weg stonden, maar protesteerde wel tegen ambtenaren die indianen op reservaten mishandelden.
In 1875 publiceerde hij zijn memoires in twee delen, gekenmerkt door de heldere en indringende stijl en boude uitspraken waar hij beroemd om was. Het werk wordt nog altijd beschouwd als een kleine klassieker.
In 1884 zwaaide hij af en leefde de rest van zijn leven in New York. Hij was verknocht aan het theater en was gewild en kleurrijk spreker bij diners en banketten.
Hij werd ook door de Republikeinen gevraagd als kandidaat voor het presidentschap in 1884. Hij weigerde zeer stellig, zeggende "Wanneer genomineerd, zal ik niet meedoen; wanneer gekozen, zal ik niet dienen" ("If nominated, I shall not run; if elected, I shall not serve"). Een dergelijke weigering heet nog altijd een "sherman".
Hij stierf in New York en werd begraven in Calvary Cemetery in St. Louis in Missouri. Voormalig Zuidelijk generaal Joe Johnston was een lijkdrager bij de begrafenis en uit respect weigerde hij, in de regen, een hoed te dragen met de woorden "Als ik daar lag en hij hier stond, zou hij geen hoed opdoen". Ofschoon Johnston door een vriend gewaarschuwd was dat hij wellicht ziek zou worden van het koude weer weigerde Johnston weg te gaan. Kort daarna werd Johnston ziek en stierf hij. Sherman werd na zijn dood geëerd met een standbeeld, gemaakt door Augustus Saint-Gaudens, in het Central Park in New York.
Sherman wordt vaak beschouwd als de eerste moderne generaal.

## Varia
General Sherman, een mammoetboom (Sequoiadendron giganteum) in het Sequoia National Park in de Amerikaanse staat Californië is vernoemd naar generaal Sherman.

## Uitspraken over de Amerikaanse Burgeroorlog
Zijn glorie is alles maneschijn. Zelfs het briljantste succes wordt bereikt door dode en gebroken lichamen, met de wanhoop en het geweeklaag van families in de verte.
Het is niet mogelijk oorlog harder te veroordelen dan ik doe. Oorlog is wreedheid, je kunt hem niet verfijnen; en zij die ons land de oorlog gebracht hebben, verdienen alle vervloekingen en verwensingen die een volk kan uitstorten.

## Militaire loopbaan
- Cadet: 1 juli 1836 - 1 juli 1840[2]
- Second Lieutenant: 1 juli 1840[2]
- First Lieutenant: 30 november 1841[2]
- Brevet Captain: 30 mei 1848[2]
- Captain: 27 september 1850[2]
- Ontslag genomen: 6 september 1853[2]
- Colonel: 14 mei 1861[2]
- Brigadier General U. S. Volunteers: 17 mei 1861[2]
- Major General U. S. Volunteers: 1 mei 1862 - 12 augustus 1864[2]
- Brigadier General U. S. Army: 4 juli 1863[2]
- Major General U. S. Army: 12 augustus 1864[2]
- Lieutenant General U. S. Army: 25 juli 1866[2]
- General U. S. Army: 5 maart 1869[2]
- Commanding General of the United States Army: 8 maart 1869 - 1 november 1883[3]

## Onderscheidingen
- Thanks of Congress
  - 19 februari 1864
  - 19 januari 1865